# Spelaeoecia barri
Spelaeoecia barri is een mosselkreeftjessoort uit de familie van de Deeveyidae. De wetenschappelijke naam van de soort is voor het eerst geldig gepubliceerd in 1997 door Kornicker in Kornicker & Barr.